# 존 5
존 윌리엄 로워리 (1971년 7월 31일 생)는 미국의 기타리스트로 예명인 존 5로 더욱 잘 알려져 있다. 그의 예명은 1998년에 데이빗 리 로스를 떠나고, 인더스트리얼 메탈 밴드 마릴린 맨슨에 기타리스트 짐 줌의 후임으로 들어가면서 얻게 되었다. 로워리는 마릴린 맨슨을 떠나고 롭 좀비 활동을 하고 있는 지금도 존 5의 예명을 사용하고 있다.
그는 그룹 활동뿐만 아니라 솔로 활동의 경력을 꾸준히 이어나가고 있다. 발표한 기타 솔로 앨범으로, Vertigo(2004), Songs for Sanity(2005), The Devil Knows My Name(2007), Requiem (2008), The Art of Malice (2010), God Told Me to (2012) 그리고 Careful With That Axe (2014)가 있다. 또한 리믹스 앨범으로 Remixploitation (2009)를 보유하고 있다.
개인 활동 외에도, 크리설리스 레코드에서 작곡가로서 활동하면서, 에이브릴 라빈, 롭 핼퍼드, K.d. 랭, 가비지, 미트 로프, 스콜피언스, 오지 오스본, 슬래시, 피피 돕슨 등의 예술가들과 함께 작업한 바가 있으며 서던 록 밴드인 레너드 스키너드의 곡을 작곡하고 녹음한 적이 있다.

## 유년기
로워리는 미시간주의 그로스 포인티에서 태어났다. 그는 일곱 살의 나이에 벅 오언스와 로이 클락의 텔레비전 쇼인 희 하우를 아버지와 시청하면서 처음으로 기타를 연주하였다. 그의 부모님은 학업에 방해가 되지 않는 선에서 그의 기타 연주를 지원해주었다. 그들은 또한 그가 저녁에 성인 바에서 연주를 할 수 있도록 동행해주고는 하였다.
그는 초창기에 몽키스, 키스, 밴 헤일런, 랜디 로즈, 지미 헨드릭스, 잉베이 말름스틴 그리고 컨트리 음악에서 음악적 영향을 받았다.

## 음악 활동

### 초기 활동 1987-95
로워리는 17세의 나이에 미시간에서 로스앤젤레스로 넘어가서 세션 기타리스트로서 경력을 시작하였다. 그는 로스앤젤레스에서의 첫 밴드로 앨리게이터 수프라는 밴드 활동을 하였는데, 활동을 통하여 화이트스네이크의 루디 사르조와 만남을 갖게 되었다. 후일, 루디 사르조는 로워리를 그의 밴드인 선 킹에 영입하게 된다. 이 경험을 통해 그는 또한 트레이시 채프먼, 앨리스 쿠퍼, 롭 핼퍼드 그리고 블랙 사바스 등과 함께 작업을 하던 프로듀서 밥 말렛과 만나게 된다.
로워리는 멀렛과 함께, 티비쇼 사운드트랙, 영화 사운드트랙 그리고 광고 음악 등 여러 프로젝트에 참여하게 된다. 이 시기에 그는 리타 포드와 함께 키스의 오프닝으로 무대를 설 기회를 얻게 되었으며, 키스의 멤버들과 교우를 하기 시작하였다. 특히, 폴 스탠리와의 두터운 인연 덕분에 2006년 그의 Live to Win 앨범에 게스트로 참여하기까지 하였다.
로워리는 이후, 랜드 카스티요와 함께 본 엔젤스, 레드 스퀘어 블랙과 같은 단기 프로젝트에 참여하게 되었다. 밴드는 로워리가 2,000여 명의 경쟁을 뚫고 K.d. 랭의 투어를 위해 선발되면서 해체되었다.

### Rob Zombie 2005–현재

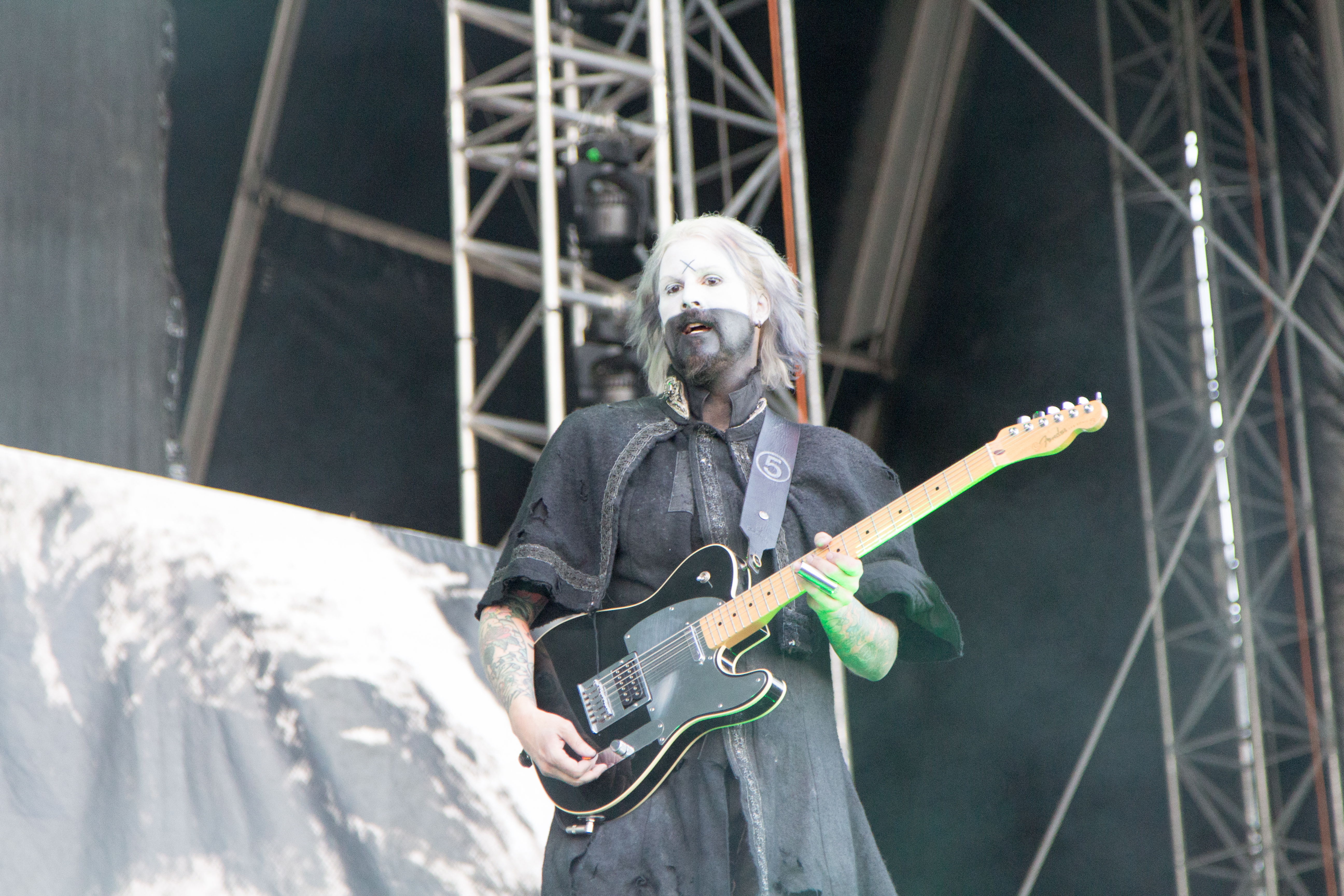
2014 Nova Rock에서 롭 좀비의 공연을 하는 존 5

## 개인 생활
존 5는 2002년 포르노 배우 아리아 지오파니와 결혼하였으나 2006년 이혼하였다. 현재 그는 헤어 스타일리스트인 리타 로워리와 결혼 생활을 하고 있다.

## 장비
2005년 시기에, 존 5는 Marshall Amplifier와 캐비닛, 보스 페달, 펜더 텔레케스터, J5 시그네쳐 기타 그리고 다다리오 스트링을 사용하였다.